# Josef Ledwohn
Josef „Jupp“ Ledwohn (* 24. Oktober 1907 in Rünthe, Kreis Unna; † 4. Oktober 2003 in Berlin) war ein deutscher KPD-Funktionär, Widerstandskämpfer gegen den Nationalsozialismus und zeitweilig NRW-Landtagsabgeordneter.

## Leben und Wirken
Josef Ledwohn machte eine Lehre als Elektromonteur. 1922 ging er den Weg aus der SAJ über 1927 den KJVD 1929 in die KPD. Gewerkschaftlich betätigte er sich vor 1933 im Deutschen Metallarbeiter-Verband. Wegen seiner Teilnahme am antifaschistischen Widerstand wurde er im Dezember 1933 zu zweieinhalb Jahren Zuchthaus verurteilt. Nach seiner Entlassung arbeitete er bei einer Schachtbaufirma und war weiterhin im Widerstand gegen das NS-Regime aktiv.
Nach dem Ende des Zweiten Weltkrieges gehörte Josef Ledwohn im Ruhrgebiet zu den Frauen und Männern, die sich für ein sozialistisches Deutschland einsetzten. Er trug zum Wiederaufbau der Gewerkschaften bei und wurde Mitglied der IG Bergbau. 1946 gehörte er dem Provinzialrat Westfalen an. Gemeinsam mit anderen KPD-Funktionären wie Fritz Rische, Walter Jarrek, Max Reimann, Max Schäfer und Willy Perk baute er die KPD-Organisation im Ruhrgebiet mit auf und wurde mit der Gründung des Landes Nordrhein-Westfalen zum 1. Sekretär der KPD-Landesleitung gewählt. Von 1946 bis zu seiner Verhaftung im Jahre 1954 war er KPD-Abgeordneter im NRW-Landtag. Nachdem Hugo Paul, der Vorsitzende der KPD in Nordrhein-Westfalen, bei der Parteiführung im Dezember 1949 in Ungnade gefallen war, wurde Josef Ledwohn „zur Verstärkung des ideologischen Kampfes“ von der Parteiführung „in die Führung der Landesorganisation Nordrhein-Westfalen delegiert“. Ledwohn wurde im Februar 1950 Pauls Nachfolger als Vorsitzender der KPD Nordrhein-Westfalen.

## Hochverratsprozess und KPD-Verbot
Wegen des KPD-Programms der Nationalen Wiedervereinigung wurde ihm zusammen mit Walter Fisch, Fritz Rische, Richard Scheringer, Karl Zemke und Christel Zellner vor dem BGH der Prozess gemacht. Josef Ledwohn wurde zu drei Jahren und sechs Monaten Gefängnis verurteilt, für vier Jahre wurden ihm die Grundrechte aberkannt. Dieses Urteil hatte eine Pilotfunktion für den KPD-Verbotsprozess vor dem Bundesverfassungsgericht. Am 13. Dezember 1951 hatte die KPD die Mitglieder ihres Parteivorstandes Rische, Heinz Renner und Fisch sowie am 17. November 1954 das Mitglied des Parteivorstandes Ledwohn zu ihren Bevollmächtigten im KPD-Verbotsprozess bestellt. In den 1950er-Jahren vom Bundesgerichtshof zu 3 1/2 Jahren Gefängnis wegen „Vorbereitung zum Hochverrat“ verurteilt.

## In der DDR
Nach seiner Entlassung lebte der KPD-Funktionär in Ost-Berlin. Er war bis 1968 Mitglied des Zentralkomitees und des Politbüros der KPD in Ost-Berlin. 1968 wurde er Mitglied der neugegründeten DKP und ihres Landesausschusses in NRW. Von 1969 bis 1974 war er Mitglied des Parteivorstandes. 1975 übersiedelte Ledwohn wieder in die DDR und wurde Mitglied der SED. Er war 1975/76 wissenschaftlicher Mitarbeiter und dann Abteilungsleiter im Institut für Marxismus-Leninismus beim Zentralkomitee der SED. Anschließend ging er in den Ruhestand. 1990 trat er der PDS bei.
Josef Ledwohn ist in einem anonymen Urnensammelgrab an der Ostgrenze des Berliner Zentralfriedhof Friedrichsfelde bestattet.

## Auszeichnungen
- 1977 Vaterländischer Verdienstorden
- 1982 Karl-Marx-Orden

## Publikationen
- Westdeutschland in der goldenen Schlinge. Aus dem Referat vor dem 3. Deutschen Volkskongreß in Berlin am 30. Mai 1949, Kongress-Verlag, 1949.
- Gewerkschaften, Standort und Perspektive (als Herausgeber), Nachrichten-Verlagsgesellschaft. 1971.